# Szyszkowa

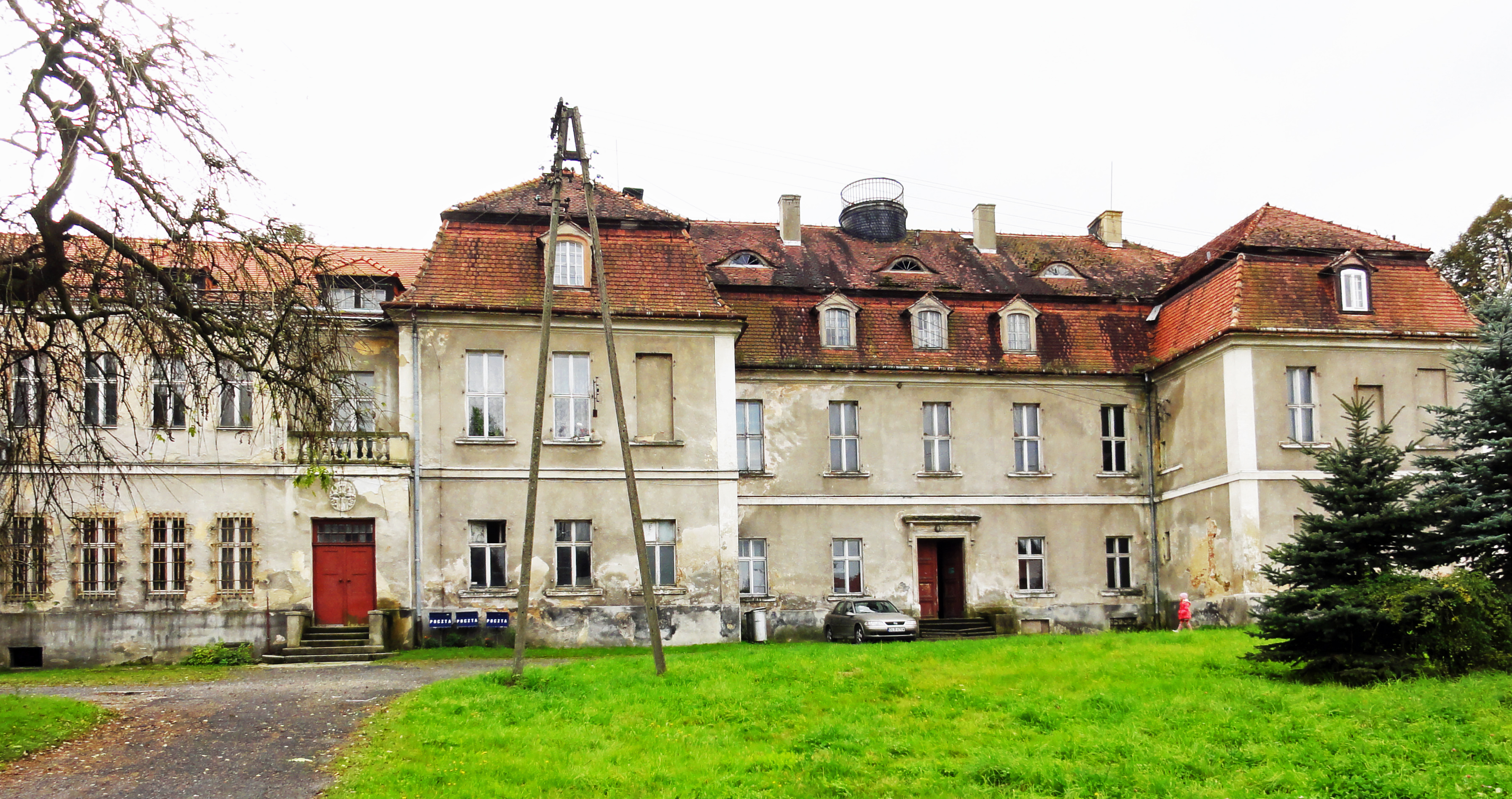
Schloss Ober-Örtmannsdorf (2012)

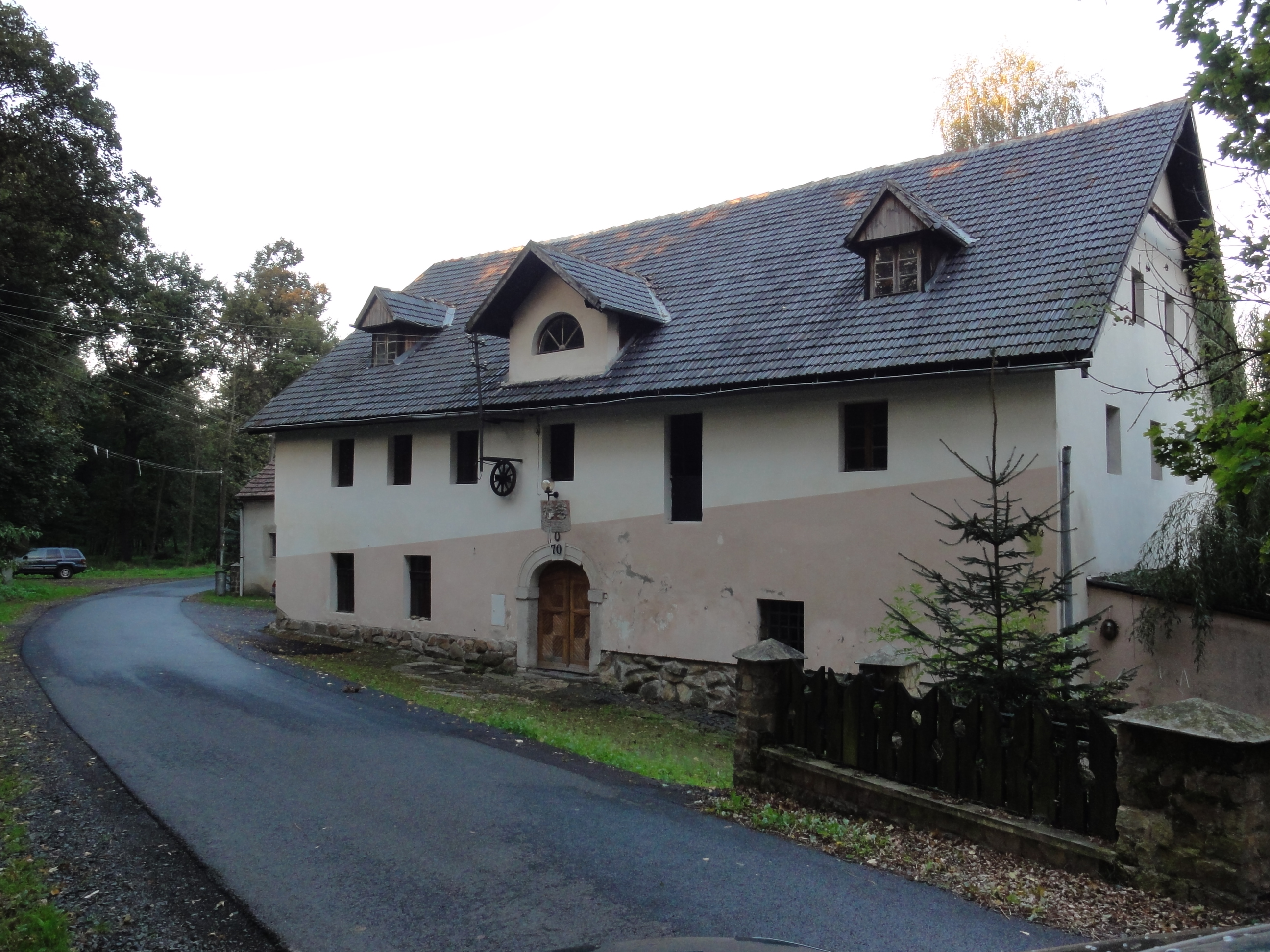
Wassermühle

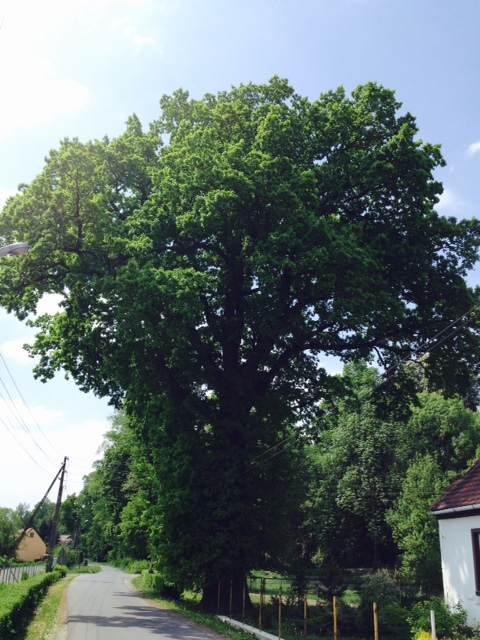
Eiche von Örtmannsdorf

Szyszkowa (deutsch Örtmannsdorf) ist ein Dorf und Ortschaft der Stadt- und Landgemeinde Leśna (Marklissa) im Powiat Lubański der Woiwodschaft Niederschlesien in Polen.

## Lage
Dieses Reihendorf von 3,1 km Länge liegt im Isergebirgsvorland am linken Ufer des Queis (Kwisa) auf einer Höhe von etwa 220–230 m. An der Stelle der Brücke, die Szyszkowa mit dem östlichen Nachbardorf Kościelniki Górne verbindet, gab es in früheren Zeiten eine Furt zur Überquerung der Queis. Erst später wurde an dieser Stelle eine Holzbrücke und im Übergang der 1980er zu den 1990er Jahren eine Stahlbrücke gebaut. Mit der Bahnstrecke Lubań Śląski–Leśna konnte der auf der anderen Seite der Queis liegende Nachbarort Kościelniki Górne erreicht werden.

## Geschichte
Die ersten Jahrhunderte
Szyszkowas Anfänge datieren schon aus der Zeit um 1200. Es ist unklar, ob es sich um eine sorbische Siedlung handelte oder ob sie von Kolonisten aus Deutschland gegründet wurde. 1158 fiel es zusammen mit der Oberlausitz als ein Lehen an den böhmischen König Vladislav II. und damit an die Krone Böhmen, die 1526 an die Habsburger gelangte. Erstmals urkundlich erwähnt wurde es 1551 als „Ortmansdorf“, später wurde die Schreibweise „Örtmannsdorf“ gebräuchlich. Das Dorf war früher in zwei Teile geteilt, Nieder-Örtmannsdorf (Szyszkowa Dolna, näher an Lubań) und Ober-Örtmannsdorf (Szyszkowa Górna, näher an Leśna). Mindestens von der Mitte des 15. Jahrhunderts an war das Dorf mit der eingedeutschten Lausitzer Familie von Debschitz verbunden. Mitte des 17. Jahrhunderts kamen aus Böhmen Glaubensflüchtlinge (Exulanten), die sich als Protestanten vor der Verfolgung durch den böhmischen Landesherrn schützen wollten, denn in dieser Zeit wurde das Eigentum von Protestanten beschlagnahmt, und viele wurden zum Tode verurteilt. Etwa 40 Familien kamen in das Dorf, in den Jahren zwischen 1650 und 1700 entstanden für sie 22 neue Häuser. Sie brachten das Gewerbe der Hausweberei mit. Mit ihrer Ankunft blühte das Dorf wieder auf. Diese Tschechisch sprechenden Protestanten bauten eine Kirche, das einzige sakrale Gebäude im Dorf. Die Kirche wurde aber 1797 abgerissen, weil die evangelischen Bewohner zunehmend zur Kirche nach Marklissa gegangen waren und nach und nach die deutsche Sprache übernommen hatten.
Aus Oertmannsdorf stammte der Hauptlehrer Fedor Weigmann, der 1893 im Bereich der Hülsenfruchtzüchtung ein Patent bestätigt bekam.
1894 brach im Ort eine Epidemische Augenentzündung (Trachom) aus.
Zwei große landwirtschaftliche Güter
Nieder-Örtmannsdorf
Geprägt wurde das Dorf bis 1945 von zwei großen Gütern. Nieder-Örtmannsdorf war bis etwa Mitte des 18. Jahrhunderts im Besitz der Familie von Wobeser. Später kam dieses Gut an die große Adelsfamilie von Bülow. Zum Besitz im früheren Nieder-Örtmannsdorf standen etwa 150 Hektar zur Verfügung. Eigentümer hier war zuletzt der Jurist und Landwirt Hermann von Bülow (1878–1942). Zu seinem engsten Familienkreis gehörte der GFM Karl von Bülow und dessen Sohn Vicco von Bülow-Schwante gehörte.
Das im oberen Dorfteil liegende Schloss mit einem Park, entstanden im 18. bis 19. Jahrhundert (mit Anbau von 1926), ist als Denkmal im Register des Nationalen Denkmalamts Polens eingetragen. Mit dem Bau des Schlosses der Familie von Bülow in Szyszkowa Dolna war 1792 begonnen worden. Es existiert jedoch nicht mehr. Nur seine überwachsenen Relikte sind noch erkennbar. Das als Wohnhaus genutzte Schloss war in den 1990er Jahren aufgegeben und bald danach verwüstet worden. (Nach anderer Darstellung wurde es um 1977 abgerissen.) Die von Debschitze (auch von Döbschitz) besaßen auch eine Wassermühle an der Queis, deren Bau noch besteht und über dessen Eingangstür auf einer Steintafel noch die Wappen der früheren Besitzer und eine Erläuterung in deutscher Sprache mit der Jahreszahl 1702, dem Entstehungsjahr der Mühle, vorhanden ist.
Ober-Örtmannsdorf
Das zweite Gut hatte mehrere Besitzerfamilien, auch das Adelsgeschlecht derer von Posadowsky war hier teils ansässig. U. a. war Freiherr Hans Ernst von Posadowsky, dann sein gleichnamiger Sohn Freiherr Hans (Johann) Ernst von Posadowsky (* 1756), hiesiger Gutsbesitzer. Bis 1785, respektive 1789, ist deren Besitz vor Ort nachweisbar. Zum Schluss besaß die Grafen-Familie von Rex etwa 400 Hektar im früheren Ober-Örtmannsdorf. Die Grafen von Rex waren nicht nur konventionelle Gutsherren, sondern auch an Denkmalschutz interessiert. Namhaft war u. a. Graf Karl von Rex, dem auch Schloss Zedtlitz in Sachsen, bei Borna, gehörte. Letzter Gutsherr dieser Familie war Graf Viktor von Rex (1865–1947), ihm gehörte mit Helmsdorf noch ein Gut in Sachsen, bei Döbeln gelegen. Die Nachfahren derer von Rex lebten dann in Ost-und Westdeutschland.
19. Jahrhundert
Bis 1815 gehörte das Dorf zum Königreich Sachsen. Nach dem Wiener Kongress wurde dieser Bereich von Sachsen abgetrennt, und Szyszkowa kam zu Preußen. Um 1825 hatte Szyszkowa Dolna um die 50 Häuser, Szyszkowa Górna über 100. In letzterem lag auch eine Ziegelei. In beiden Teilen des Dorfes bestanden je 18 Leinewebereien. Fünfzehn Jahre später gab es 13 verschiedene Handwerker, auch war die Zahl der Häuser auf 53 und 111 gewachsen. Die Umstellung auf die Baumwollweberei führte in dieser Zeit in Szyszkowa Dolna zu 23 Baumwoll- und nur noch fünf Leinenwerkstätten und in Szyszkowa Górna zu 32 Baumwoll- und acht Leinenwebereien. Häufige Überschwemmungen der Queis waren zu beklagen. 1848 setzte ein Brandstifter sieben Wohnhäuser in Brand. In zwei Dorfschenken (Kretscham) konnten örtliche Streitereien beigelegt werden. Eine Brauerei entstand um 1900.
Schulen
1770 entstand eine evangelische Schule mit drei Klassen. Um 1900 wurde eine neue Schule gebaut, die heute den Kindergarten beherbergt. Bis in die Zeit um 1980 wurden im Schloss eine Grund- und eine landwirtschaftliche Berufsschule betrieben. In einem anderen Gebäude bestand die Grundschule bis 2004, und seit 2013 gibt es den Kindergarten „Szyszkowa Polan“.
Nach 1945
Im Jahr 1939 lebten 694 Einwohner im Dorf. Seit dem Ende des Zweiten Weltkriegs gehört Szyszkowa aufgrund der Grenzziehung an Neiße und Oder zu Polen. Nach dem Ende des Zweiten Weltkrieges wurden die meisten der früheren deutschen Einwohner vertrieben. Polen, hauptsächlich aus der Umgebung von Lwiw (dem Dorf Hodowica), Czortków und Oszmiana, fanden im Dorf eine neue Heimat. Es wurde zunächst in Brzeżany umbenannt, erhielt aber bald den heutigen Namen.
Im Schloss von Szyszkowa Górna wurde nach dem Kriegsende ein staatlicher Landwirtschaftsbetrieb gegründet. Mit der Auflösung dieser staatlichen Betriebe ging das Eigentum am Schloss zur Gemeinde über, die anderen Bauten auf dem Gelände kamen in die Verwaltung der Agentur für landwirtschaftliches Eigentum. Im Schloss und in seinen Nebengebäuden sind Mietwohnungen untergebracht. Die Gebäude rund um das Schloss in Szyszkowa Dolna werden auch zu Wohnzwecken genutzt. In Szyszkowa gab es um 20 Gebäude in traditioneller Fachwerkbauweise. Allerdings haben nur wenige ihr Aussehen bewahrt, in den meisten Fällen wurde das Fachwerk verkleidet oder verputzt. Höchstwahrscheinlich wird in den nächsten Jahren der Abbau von Basalt, dessen Genehmigung mit dem Ende des Jahres 2020 ausgesprochen wurde, das Bild des Dorfes prägen.
Denkmale
In Szyszkowa gab es Denkmale, die an die als Soldaten Gestorbenen aus dem Dorf erinnerten, eines für die gestorbenen Soldaten des Deutsch-französischen Krieges von 1870/71 und eines für die Opfer des Ersten Weltkriegs. Die Denkmäler waren nach dem Zweiten Weltkrieg entfernt worden. Mitglieder der Freiwilligen Feuerwehr von Szyszkowa und Mitglieder der Vereinigung der Freunde der Oberlausitz in Lubań restaurierten im Jahr 2016 das Denkmal für die Soldaten des Ersten Weltkrieges. Auf diesem Denkmal aus dem Jahr 1924 stehen die Namen von 27 Toten aus dem Dorf mit Angabe ihrer Berufe wie Maurer, Bauer, Dachdecker, Zimmermann und Lehrer. Im Jahr 1924 bildete sich die Freiwillige Feuerwehr, die 1956 neu gebildet wurde und heute ein Feuerwehrhaus mit einem Schlauchturm benutzt.
Ein Naturdenkmal im Dorf ist die Szyszkowiak-Eiche, eine Stieleiche mit einem Stammdurchmesser von 602 Zentimetern.